# Singabangsa
Singabangsa is een bestuurslaag in het regentschap Bogor van de provincie West-Java, Indonesië. Singabangsa telt 3568 inwoners (volkstelling 2010).